# Білоглинський район
Білоглинський район — муніципальне утворення в Краснодарському краї. Районний центр — село Біла Глина.

## Історія
Район був утворено 2 липня 1924 року у складі Сальського округу Північно-Кавказького краю. З 1934 року адміністративно підпорядковується Азово-Чорноморському краю, з 1937 року увійшов до складу Краснодарського краю.

## Географія
Площа району становить 1 470 км². Розташовано в північній природно-кліматичній зоні Краснодарського краю. На півночі і північному-сході межує з Ростовською областю, на сході і півдні — з Ставропольським краєм, на заході — з Новопокровським районом Краснодарського краю.

## Населення
Населення району становить 33 477 осіб (2002) (це найменш населений район Краснодарського краю), все населення сільське.

## Адміністративний поділ
Район складається з 4 сільських поселень:
- - Білоглинське сільське поселення — центр село Біла Глина (2)
  - Новопавловське сільське поселення — центр село Новопавловка (3)
  - Успенське сільське поселення — центр станиця Успенська (3)
  - Центральне сільське поселення — центр селище Центральний (7)

Всього на території району знаходиться 15 населених пунктів.

## Транспорт
Через район проходять залізниця Краснодар-Волгоград і автодорога Тихоріцьк-Сальськ. Через селище Магістральний прокладена автомобільна магістраль Ростов-на-Дону — Ставрополь.

## Економіка
Білоглинський район — сільськогосподарський. Великі господарства займаються виробництвом зерна, соняшника, цукрового буряка, молока, м'яса.